# 莫納波
14°55′01″S 40°18′08″E / 14.91694°S 40.30222°E

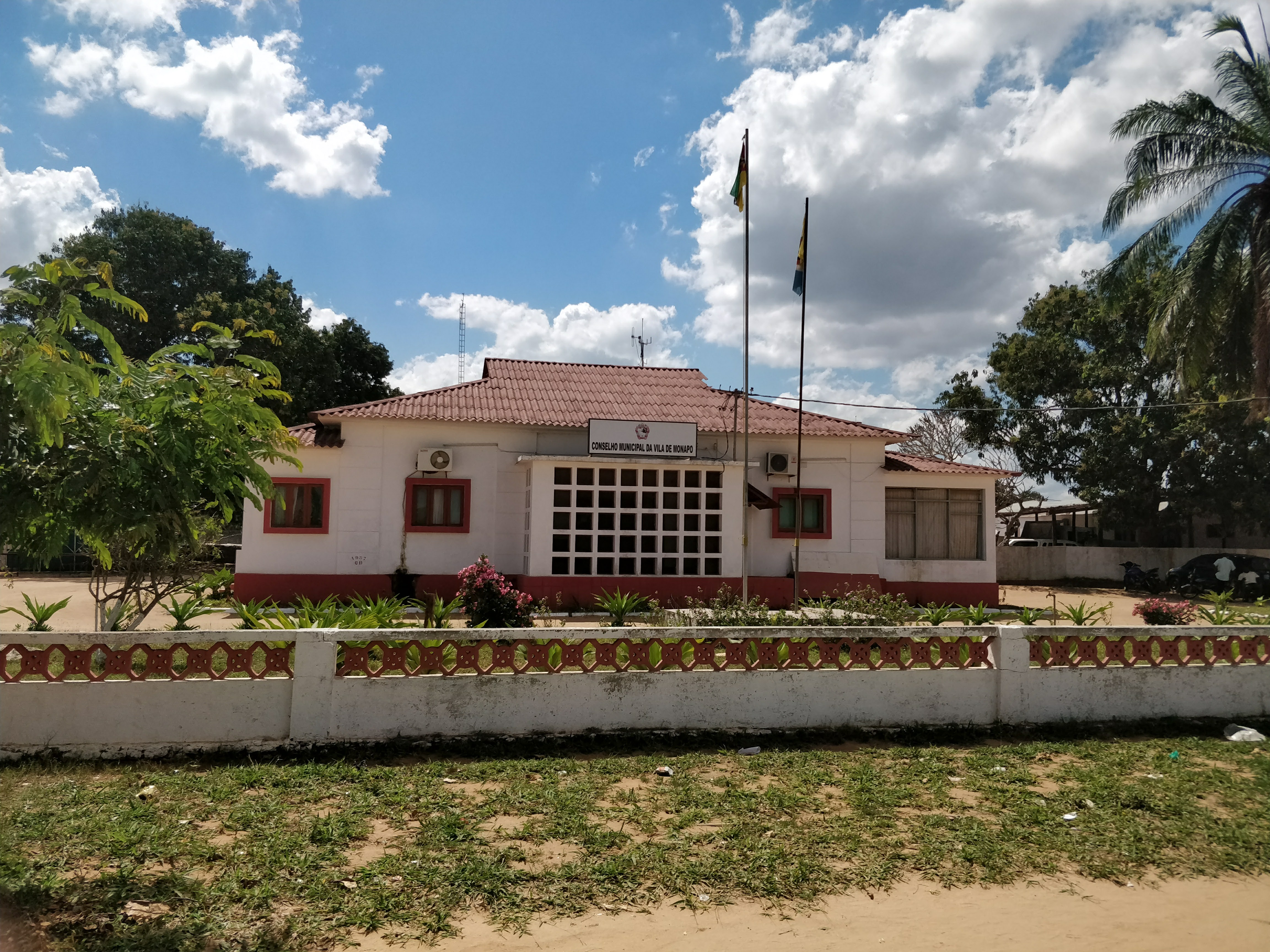
莫納波

莫納波（葡萄牙語：Monapo），是莫桑比克的城鎮，位於該國東北部，由楠普拉省負責管轄，是莫納波區的首府，面積223平方公里，2007年人口43,160，人口密度每平方公里194人。